# Aneta Mihaly
Aneta Mihaly, née le 23 septembre 1957 à Axintele (Roumanie), est une ancienne rameuse roumaine. Elle est médaillée d'argent aux Jeux Olympiques de 1984.

## Carrière
Aneta Mihaly est médaillée de bronze en huit aux Jeux de 1984.

## Palmarès

### Jeux olympiques
- Jeux olympiques d'été de 1984 à Los Angeles ( États-Unis) :
  -  médaille d'argent en huit

### Championnats du monde
- Championnats du monde 1981 à Munich ( Allemagne) :
  -  médaille de bronze en quatre de couple
- Championnats du monde 1979 à Bled ( Slovénie) :
  -  médaille de bronze en quatre de couple
- Championnats du monde 1977 à Amsterdam ( Pays-Bas) :
  -  médaille d'argent en quatre de couple